# Otto Ammann
Otto Ammann (* 11. Juli 1879 in Bruchsal; † 18. August 1933 in Tegernsee im Bezirksamt Miesbach) war ein Eisenbahn-Ingenieur, Professor und auch Rektor der Technischen Hochschule Karlsruhe.

## Leben und Wirken
Otto Ammann studierte Bauingenieurwesen von 1897 bis 1901 an der Technischen Hochschule Karlsruhe und der Technischen Hochschule Dresden. In Karlsruhe wurde er Mitglied bei Corps Hubertia Freiburg.
Seine erste Anstellung bekam er 1902 bei der Großherzoglich Badischen Staatseisenbahn und beteiligte sich am Bau des Güterbahnhofs in Freiburg. 1907 trat er eine Stelle als Assistent bei Reinhard Baumeister und als Dozent an der Technischen Hochschule Karlsruhe an. 1911 promovierte er im Fachgebiet Ingenieurwissenschaften und 1912 wurde er Professor des Lehrstuhls für Straßen- und Eisenbahnwesen. Im Ersten Weltkrieg war er Batterieoffizier in den Vogesen und befasste sich mit den Einflüssen der Witterung und der Beschaffenheit des Geländes auf die Flugbahn von Geschossen. Dabei erarbeitete er dann die später nach ihm benannten Schusstafeln. Nach Kriegsende nahm er wieder die Lehr- und Forschungstätigkeit auf und gründete 1921 ein eigenes und auf dem Gebiet führende Forschungsinstitut. Ammann war von 1920 bis 1921 ebenso Rektor der Technischen Hochschule Karlsruhe.
An Otto Ammann erinnert die Stiftung zur Förderung des akademischen Nachwuchses im Straßen-, Eisenbahn- und Verkehrswesen am Karlsruher Institut für Technologie (KIT). Heute liegt das Institut für Straßen- und Eisenbahnwesen am 2006 benannten Otto-Ammann-Platz 1.